# Ковачи (Рашка)
Ковачи је насеље у Србији у општини Рашка у Рашком округу. Према попису из 2022. било је 129 становника.

## Демографија
У насељу Ковачи живи 241 пунолетни становник, а просечна старост становништва износи 48,4 година (47,5 код мушкараца и 49,3 код жена). У насељу има 88 домаћинстава, а просечан број чланова по домаћинству је 3,22.
Ово насеље је у потпуности насељено Србима (према попису из 2002. године), а у последња три пописа, примећен је пад у броју становника.
Из Ковача је родом Миломир Главчић који од 1949. живи у Канади и који је за празник Светог Илије 2. августа 2009. године даривао сваког становника села са 50 евра, а оне који живе сами са по 100 евра. Свом завичају је до 2012. поклонио око 3 и по милиона евра и добио Орден Светог Саве 3. степена. Током 2013. године помогао је изградњу моста у Краљеву са милион евра.
|  |

| Демографија | Демографија | Демографија |
| Година      | Становника  | Становника  |
| ----------- | ----------- | ----------- |
| 1948.       | 658         |             |
| 1953.       | 703         |             |
| 1961.       | 712         |             |
| 1971.       | 624         |             |
| 1981.       | 510         |             |
| 1991.       | 363         | 355         |
| 2002.       | 283         | 288         |

| Етнички састав према попису из 2002.‍ | Етнички састав према попису из 2002.‍ | Етнички састав према попису из 2002.‍ | Етнички састав према попису из 2002.‍ | Етнички састав према попису из 2002.‍ |
| ------------------------------------ | ------------------------------------ | ------------------------------------ | ------------------------------------ | ------------------------------------ |
|                                      |                                      |                                      |                                      |                                      |
| Срби                                 | Срби                                 |                                      | 283                                  | 100,0%                               |
| непознато                            | непознато                            |                                      | 0                                    | 0,0%                                 |

| Година пописа     | 1948. | 1953. | 1961. | 1971. | 1981. | 1991. | 2002. |
| ----------------- | ----- | ----- | ----- | ----- | ----- | ----- | ----- |
| Број домаћинстава | 79    | 85    | 89    | 98    | 109   | 100   | 88    |

| Број чланова      | 1  | 2  | 3  | 4  | 5 | 6 | 7 | 8 | 9 | 10 и више | Просек |
| ----------------- | -- | -- | -- | -- | - | - | - | - | - | --------- | ------ |
| Број домаћинстава | 13 | 30 | 12 | 13 | 5 | 9 | 5 | 1 | 0 | 0         | 3,22   |

| Пол    | Укупно | Неожењен/Неудата | Ожењен/Удата | Удовац/Удовица | Разведен/Разведена | Непознато |
| ------ | ------ | ---------------- | ------------ | -------------- | ------------------ | --------- |
| Мушки  | 124    | 21               | 91           | 11             | 1                  | 0         |
| Женски | 123    | 17               | 91           | 15             | 0                  | 0         |
| УКУПНО | 247    | 38               | 182          | 26             | 1                  | 0         |

| Пол    | Укупно                    | Пољопривреда, лов и шумарство | Рибарство                            | Вађење руде и камена | Прерађивачка индустрија       |
| ------ | ------------------------- | ----------------------------- | ------------------------------------ | -------------------- | ----------------------------- |
| Мушки  | 60                        | 15                            | 0                                    | 21                   | 3                             |
| Женски | 67                        | 57                            | 0                                    | 1                    | 2                             |
| УКУПНО | 127                       | 72                            | 0                                    | 22                   | 5                             |
| Пол    | Производња и снабдевање   | Грађевинарство                | Трговина                             | Хотели и ресторани   | Саобраћај, складиштење и везе |
| Мушки  | 1                         | 3                             | 1                                    | 1                    | 6                             |
| Женски | 0                         | 0                             | 0                                    | 1                    | 0                             |
| УКУПНО | 1                         | 3                             | 1                                    | 2                    | 6                             |
| Пол    | Финансијско посредовање   | Некретнине                    | Државна управа и одбрана             | Образовање           | Здравствени и социјални рад   |
| Мушки  | 0                         | 5                             | 0                                    | 1                    | 0                             |
| Женски | 0                         | 2                             | 0                                    | 1                    | 1                             |
| УКУПНО | 0                         | 7                             | 0                                    | 2                    | 1                             |
| Пол    | Остале услужне активности | Приватна домаћинства          | Екстериторијалне организације и тела | Непознато            | Непознато                     |
| Мушки  | 0                         | 0                             | 0                                    | 3                    | 3                             |
| Женски | 0                         | 0                             | 0                                    | 2                    | 2                             |
| УКУПНО | 0                         | 0                             | 0                                    | 5                    | 5                             |